# Hacilar
Hacilar je telsko naselje s devet slojeva u središnjoj Anatoliji (današnja Turska, oko 25 km jugozapadno od Burdura). Smatra se se da je osnovano koncem 8. tisućljeća pr. Kr. Tijekom 1950-ih vođena su opsežna arheološka istraživanja pod vodstvom britanskog arheologa Jamesa Mellaarta, a pronađeni artefakti čuvaju se u muzejima od Ankare do Europe.